# サン・ヴァレンティーノ・イン・アブルッツォ・チテリオーレ
サン・ヴァレンティーノ・イン・アブルッツォ・チテリオーレ（イタリア語: San Valentino in Abruzzo Citeriore）は、イタリア共和国アブルッツォ州ペスカーラ県にある、人口約1,900人の基礎自治体（コムーネ）。

## 地理

### 位置・広がり

#### 隣接コムーネ
隣接するコムーネは以下の通り。
- アッバテッジョ
- ボロニャーノ
- カラマーニコ・テルメ
- スカーファ

## 行政

### 分離集落
サン・ヴァレンティーノ・イン・アブルッツォ・チテリオーレには、以下の分離集落（フラツィオーネ）がある。
- Olivuccia, San Giovanni, Solcano, Trovigliano